# Hans Friedrich von Knoch
Hans Friedrich von Knoch (* 21. März 1603 in Sollnitz, Anhalt; † 12. Mai 1660 in Senftenberg, Lausitz) war Mitglied der Fruchtbringenden Gesellschaft.

## Leben
Knoch ist der Sohn von Joachim Ernst von Knoch und seiner Ehefrau Anna Margaretha List.
Nach nur einfacher Schulbildung durch Hauslehrer wird Knoch als Page zu Verwandten geschickt. Bei der ersten passenden Gelegenheit wechselt er zum Militär und wird Soldat. In kurzer Zeit avanciert Knoch zum Obristleutnant. 
Am 16. April 1639 zum Kommandeur des 2. kursächsischen Leibregiments ernannt. Sechs Jahre später, 1645 wird er zum Obristen befördert. Vom sächsischen Kurfürst wird Knoch die Kammerherrenwürde verliehen.
Schon ein Jahr später nimmt ihn die Fruchtbringende Gesellschaft auf. Im Köthener Gesellschaftsbuch wird Knoch unter der Nr. 453 geführt. Als Gesellschaftsname wird ihm der Beste verliehen. Seine Motto lautet Zur Fortzucht und als Emblem findet man den Schwamm Morchel genannt (Morchella esculenta L. oder Morchella conica Fr. oder Morchella elata Fr.). Für die Aufnahme in diese Gesellschaft bedankt sich Knoch mit folgendem Reimgesetz:
Die Morcheln Schwämme seind und von der besten art,
Wie man zur Sommerzeit sie in den wäldern findet,
Sie seind Zur Fortzucht gut, mich hab’ ich nie gespart
Vielmehr das beste stets gesucht; drum wol gegründet
Der best’ ich heißen kan: Wer nun auf dieser fahrt
Ist ohne frucht und Zucht deßelben art verschwindet,
Sein name gehet aus: drum Ziehe fleißig fort
Das beste so bist du gesegnet hier und dort.
Im Alter von 57 Jahren stirbt Hans Friedrich von Knoch am 12. Mai 1660 in Senftenberg in der Lausitz.

## Familie
Knoch heiratet am 1. März 1637 Anna Sabina von Ponikau († 21. März 1665), eine Tochter des Hans Fabian von Ponickau. Das Paar hat mehrere Kinder:
- Hans Ernst (* 15. Januar 1641; † 17. Juli 1705)

⚭ Maria Salome Kanowski (Kanoffsky) von Langendorf  († 1699)
⚭ Helena Tugendreich von Warnsdorf († nach 1717), Witwe von Hans Caspar von Schönberg auf Limbach
- Anna Magdalena († vor 1701) ⚭ um 1671 Hiob von Bomsdorf († 4. Februar 1705)
- Anna Dorothea († 12. Juni 1674) ⚭ 1664 Otto Hieronymus von Stutterheim († 30. Juni 1702), Oberamtsregierungspräsident
- Sophie Amalie